# Foissiat
Foissiat är en kommun i departementet Ain i regionen Auvergne-Rhône-Alpes i östra Frankrike. Kommunen ligger  i kantonen Montrevel-en-Bresse som ligger i arrondissementet Bourg-en-Bresse. Kommunens areal är 40,36 km². År 2022 hade Foissiat 2 024 invånare.

## Befolkningsutveckling
Antalet invånare i kommunen Foissiat
Referens: INSEE